# فرودگاه اوبون راتچاتانی
فرودگاه اوبون راتچاتانی (به انگلیسی: Ubon Ratchathani Airport)  یک فرودگاه همگانی  با کد یاتا UBP است که یک باند فرود آسفالت دارد و طول باند آن ۳۰۰۲ متر است. این فرودگاه در  کشور تایلند قرار دارد و در ارتفاع ۱۲۴ متری از سطح دریا واقع شده است.

## شرکت‌های هواپیمایی و مقصدهای پروازی
| شرکت‌های هواپیمایی | مقصدهای پروازی                 | Route    |
| ----------------- | ------------------------------ | -------- |
| Nok Air           | دن موئنگ                       | Domestic |
| تای ایرآسیا       | دن موئنگ، چیانگ مای، یو-تاپائو | Domestic |
| Thai Lion Air     | دن موئنگ                       | Domestic |
| Thai Smile        | سووارنابومی                    | Domestic |